# Pokémon Heartgold och Soulsilver
Pokémon HeartGold och Pokémon SoulSilver är två spel till Nintendo DS. Spelen är remakes av spelen Pokémon Gold och Silver till Game Boy Color, som från början släpptes 1999 i Japan. Trots att de ses som remakes av Gold och Silver innehåller de även många element från Pokémon Crystal.

## Ändringar sedan Gold och Silver

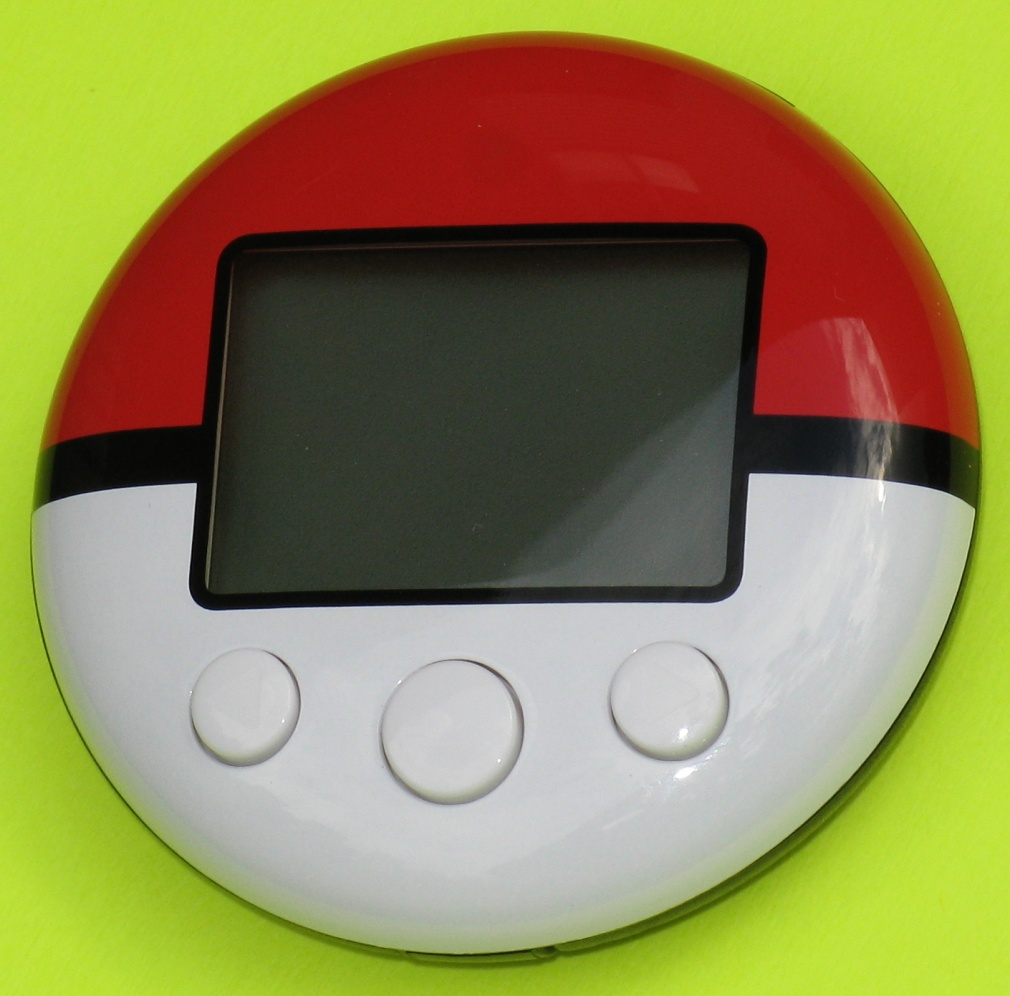
En Pokéwalker

HeartGold och SoulSilver är till grunden väldigt lika originalspelen, men har ett nytt utseende och många nya funktioner. Med spelen följer det med en extern stegräknare, kallad Pokéwalker. Med den trådlösa kommunikationen hos ett Nintendo DS kan man överföra en Pokémon från spelet till Pokéwalkern. När man är ute går med den så "samlar" den på sig poäng, som kallas watt. Watts kan användas för att låsa upp nya banor, möta vilda Pokémon och hitta gömda föremål i Pokéwalkern. Dessa kan sedan föras över till spelet. Medan man är ute och går med Pokéwalkern får även de Pokémon som är lagrade i den erfarenhetspoäng (experience points), som behövs för att den ska gå upp i nivå. 
Likt Pokémon Yellow kan man låta en Pokémon följa efter ens karaktär, men till skillnad från Pokémon Yellow, där bara Pikachu kunde följa efter en, kan man välja mellan alla tillgängliga 493 Pokémon i spelen.
En av de större ändringarna är den uppdaterade grafiken. Till skillnad från de 2D-landskap som finns i de gamla spelen har HeartGold och SoulSilver 3D-landskap och 3D-animeringar, i likhet med Pokémon Diamond, Pearl och Platinum. Många platser har också blivit omdesignade och expanderats. Bland annat har flera olika gym gjorts om med nya pussel och utmaningar.